# HTC 원 M8
HTC 원 M8(HTC One M8)는 HTC 코퍼레이션에서 2014년 3월에 출시한 안드로이드 FHD 해상도를 표현하는 스마트폰이다.HTC 원의 후속 기종이다.

## 특수 기능
- SNS 통합
- 구글 드라이브 (51 기가바이트 클라우드 스토리지)
- 전용 마이크를 가진 활동적인 소음 취소(노이즈캔슬링 전용 마이크)
- TV 아웃 (MHL A / V 링크를 통해)
- DivX/XviD/MP4/H.263/H.264/WMV 플레이어
- MP3 /를 eAAC + / WMA / WAV / FLAC 선수
- 구글 검색,지도, Gmail은,
- 유튜브, 캘린더, 구글 토크
- 주최자
- 문서 뷰어 / 편집기
- 사진 뷰어 / 편집기
- 음성 메모 / 전화 / 명령
- 예언하는 원본 입력

## 연혁
- 2014년 1월 : 제품 발표
- 2014년 3월 : 모바일 월드 콩그레스 2014 (MWC 2014)에서 공개 ,출시

## 경쟁 기종
- 소니 엑스페리아 Z2
- 삼성 갤럭시 S5
- LG G3
- 아이폰 6

## 같이 보기
- HTC 원 맥스
- HTC 원
- HTC 휴대 전화 목록